# Куккаро-Монферрато
Куккаро-Монферрато (итал. Cuccaro Monferrato) — коммуна в Италии, располагается в регионе Пьемонт, в провинции Алессандрия.
Население составляет 362 человека (2008 г.), плотность населения составляет 68 чел./км². Занимает площадь 5 км². Почтовый индекс — 15040. Телефонный код — 0131.
Покровительницей коммуны почитается святая Аполлония Александрийская, празднование 9 февраля.

## Демография
Динамика населения:

## Администрация коммуны
- Официальный сайт: